# Dorothea von Velen
Anna Dorothea von Velen (Ducato di Berg, 17 aprile 1670 – 21 agosto 1732) è stata un'attivista tedesca.
Le sue pressioni su Giovanni Guglielmo del Palatinato portarono all'abolizione della coverture nell'Elettorato del Palatinato nel 1707, rendendo ciò una precoce adesione ai diritti delle donne. L'Elettorato del Palatinato fu il primo Stato di lingua tedesca ad abolirla, anche se venne per breve tempo reintrodotta da Carlo III Filippo del Palatinato, il successore di Giovanni.
Dorothea protestò dal suo esilio ad Amsterdam facendo pubblicare le sue memorie intitolate A Life for Reform, che erano molto critiche nei confronti del governo di Carlo III; per evitare uno scandalo il sovrano venne indotto ad accettare le richieste di Dorothea e la coverture fu ancora una volta abolita. Nel 1754 Dorothea divenne la prima donna tedesca a ricevere un dottorato in medicina all'Università "Martin Lutero" di Halle-Wittenberg.